# Zenext Records
zenext Records(ゼネクスレコーズ)は、東京都港区南青山の株式会社ゼネクス・ミュージックワークスが運営、東京以外ではロサンゼルスにスタッフが在籍する、少数精鋭の音楽インディーズレーベル(Independent record label)。

## 概要
対応ジャンルはRock、Emo、Metal、Scremo、Powerpop、J-Pop、Surf Music。株式会社ゼネクス・ミュージックワークスは2005年2月に設立。
設立年からウェブサイト「Musicman-net.com」の「Record Label」「Music Production」欄に掲載されている。2008年から世界最大の楽器ショー、「NAMM Show」にも積極的に参加し、アメリカとの音楽界にもコネクション作りを行っている。
zenext Records名の由来は「禅」の国、日本から「next Stage」海外へ、との意味を込めた「zen」と「next」造語。Zenext Recordsではなく「zenext Records」と「z」が小文字が正式なレーベル名。
「ゼネクスト」と日本人から呼ばれる事も多々あるが、訂正後もいい続けられる場合はそのままにしておく事も多い。
またボーカルの音程と、アーティストがアンプ=自分の音を持っているかなど、音程や音に対し強い拘りがあるレーベルでもある。これはCEOが絶対音感を所持している事、ミュージシャン(バンドメンバー)に「自分が奏でる音に対して拘りを持って欲しい」という会社からの希望がある為。
起業時は「在日外国人(主にアメリカ人シンガー、バンド)を日本国内でデビューさせたい」と言う会社基本方針にて活動し、2005年4月、遂に名古屋在住の在日アメリカ人、Trevor David(トレバー・デヴィッド)のCDをリリース。現在もその会社方針は継続しているが、他日本のシンガー、バンド、海外(主にアメリカ)のシンガー・バンドの日本でのCD販売と、主にInternet上でもプロモーション業務も行っている。その他業務としてボイストレーニングも東京池袋、渋谷などで実施している。

## zenext Records 取扱アーティスト/楽曲
- Pristine(プリスティン）/ SOUNDOVERSILENCE
- EVERDAE(エバーデ）/ Don't make a sound(1st Album)、LIGHTS OUT AT THE SOUND OF HYSTERIA(Mini Album)
- ANOTHER RISING(アナザーライジング）/ CHRONOCIDE
- KATSUMOTO(カツモト) / Burn Em Down, Wipe Em Out
- ALL AGES(オールエイジス) / What's do you believe?
- Johnnie Burton(ジョニーバートン) / Honey&BLOOD
- Skunk Works(スカンクワークス) / OFF THE WALL(1st Album)、Lizard(Mini Album)
- Trevor David(トレバーデヴィッド) / Mash up your mind…